# Gelbstriemenbrasse
Die Gelbstriemenbrasse (Boops boops) ist ein Meeresfisch aus der Familie der Meerbrassen (Sparidae).

## Merkmale
Die Gelbstriemenbrasse erreicht eine Maximallänge von 36 Zentimeter, eine Durchschnittslänge von 20 Zentimeter und wird mit etwa 12 Zentimeter Länge geschlechtsreif. Für eine Meerbrasse ist ihr Körper ungewöhnlich schlank. Die Augen sind sehr groß, das Maul eher klein, mit kleinen spitzen Zähnen besetzt und endständig. Der Rücken ist graublau bis goldglänzend gefärbt, die Seiten sind silbrig. Unterhalb der dunkel hervortretenden Seitenlinie verlaufen 3 bis 5 goldene Längsstreifen. Ein kleiner schwarzer Fleck befindet sich am oberen Brustflossenansatz. Die durchgehende Rückenflosse wird von 13 bis 15 Hartstrahlen und 12 bis 16 Weichstrahlen gestützt und hat einen gelben Rand. Die kurze Afterflosse besitzt drei Stachelstrahlen und 14 bis 16 Weichstrahlen. Die Schwanzflosse ist groß, tief gegabelt und gelb gefärbt.

## Verbreitung
Das Hauptverbreitungsgebiet stellt das Mittelmeer dar, wo die Art eine der im tiefen Wasser dominierenden Spariden-Arten darstellt. Die Fische leben auch im östlichen Atlantik von Norwegen bis Angola einschließlich der Gewässer rund um die Kanarischen und den Kapverdischen Inseln, sowie um São Tomé und Príncipe, außerdem selten im Schwarzen Meer.

## Lebensweise
Die Gelbstriemenbrasse lebt in Tiefen bis zu 350 Metern über Sand-, Schlamm- und Felsböden. Nachts steigt sie zur Wasseroberfläche auf. In Küstennähe ist die Art nur an Steilküsten und in tiefen Häfen zu finden. Die Fische bevorzugen Dämmerlicht und schwache Lichtverhältnisse.
Die Nahrungsaufnahme erfolgt ausschließlich im Freiwasser. Die Gelbstriemenbrasse frisst vor allem pelagische Krebstiere wie Schwebegarnelen sowie andere Planktonorganismen, größere Exemplare stellen auch Kleinfischen wie Ährenfischen, Sardinen, Sardinella und Fischlarven nach, ebenso werden kleine Tintenfische gefressen. Die Jagd erfolgt in kleinen Gruppen, bei großen Exemplaren auch einzelgängerisch.

## Fortpflanzung
Wie viele Meerbrassen ist sie ein protogyner Hermaphrodit, d. h., dass zuerst die weiblichen Geschlechtsorgane reifen und dann die männlichen. Junge Fische sind somit Weibchen, alte und große Exemplare Männchen.

## Fischerei und Nutzung
In der kommerziellen Fischerei spielt diese Meerbrassenart keine Rolle, die gelegentlichen Beifänge sind manchmal auf lokalen Märkten der Mittelmeerregion zu finden.
Das Fleisch der Gelbstriemenbrasse ist wohlschmeckend und sehr weich.